# Uważaj na wilkołaka
 Uważaj na wilkołaka (org. Never Cry Werewolf) – kanadyjski horror z 2008 roku.

## Opis fabuły
W sąsiedztwie domu Hansettów pojawia się nowy lokator, Jared Martin (Peter Stebbings).  Nastolatka Loren (Nina Dobrev) podejrzewa że jest on wilkołakiem mordującym ludzi,  rozpoczyna własne śledztwo.

## Obsada
- Nina Dobrev – Loren Hansett
- Kevin Sorbo – Redd Tucker
- Peter Stebbings – Jared Martin
- Melanie Leishman – Angie Bremlock
- Spencer Van Wyck – Kyle Hansett